# Odontodes subfasciata
Odontodes subfasciata är en fjärilsart som beskrevs av Walker 1865. Odontodes subfasciata ingår i släktet Odontodes och familjen nattflyn. Inga underarter finns listade i Catalogue of Life.